# Kate Marsden

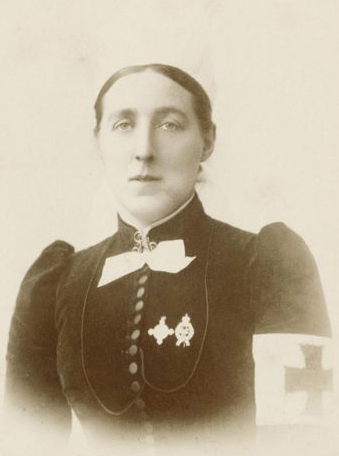
Kate Marsden, 1892

Kate Marsden (* 13. Mai 1859 in Tottenham, Middlesex; † 26. Mai 1931 in London) war eine britische Krankenschwester, die sich Ende des 19. Jahrhunderts für die Erforschung von Lepra und für Leprakranke in Jakutien einsetzte.

## Leben
Kate Marsden verbrachte nach dem frühen Tod ihrer Eltern, Sophia Willsted und Joseph Daniel Marsden, ihre Kindheit in Edmonton und Margate und wurde als Krankenschwester im Tottenham Hospital in London ausgebildet. Direkt nach ihrem Abschluss 1877 half sie im Russisch-Türkischen Krieg Verwundeten in Bulgarien, wo sie zum ersten Mal mit Leprainfizierten in Berührung kam. Nach mehreren Jahren in London und Liverpool, ging Marsden 1884 nach Neuseeland, wo sie einige Jahre in der medizinischen Betreuung der Māori-Bevölkerung tätig war.
Nach dem Tod Pater Damians 1889, einem zum damaligen Zeitpunkt bekannten Kämpfer gegen Lepra, entschloss sich Marsden mehr für die Erforschung und Behandlung von Lepra zu tun. Der Krankheitserreger war erst im Jahr 1873 entdeckt worden. Lepra galt auch Ende des 19. Jahrhunderts noch als unheilbar und hochansteckend, weswegen Infizierte meist unter sehr schweren Bedingungen und häufig ohne Behandlung, von der Gesellschaft ausgeschlossen, leben mussten.
1890 erhielt Marsden eine Einladung vom Roten Kreuz nach Sankt Petersburg, um eine Auszeichnung für ihre Leistung im Russisch-Türkischen-Krieg entgegenzunehmen. Dort erläuterte sie in mehreren persönlichen Gesprächen mit Zarin Marija Fjodorowna ihr Forschungsvorhaben. Kurz zuvor hatte sie Paris und das Institut Pasteur besucht, um sich über dortige Behandlungsmethoden und den aktuellen Forschungsstand zu informieren.

### Reise nach Jakutien

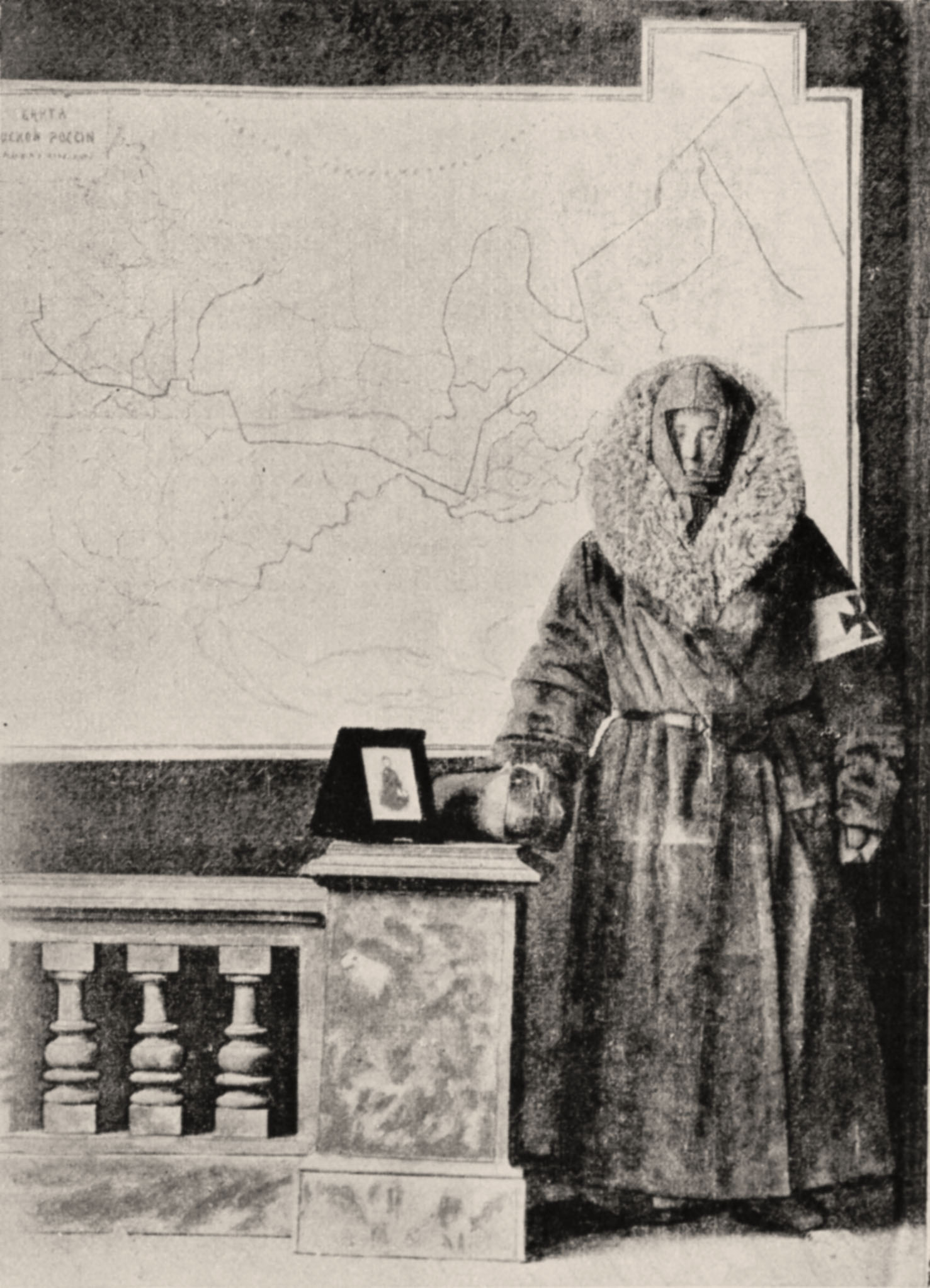
Marsden vor einer Karte mit der Reiseroute, Fotografie, veröffentlicht 1892

Nach ihrer Rückkehr schiffte sich Marsden von England aus ein und gelangte über Alexandria, Jaffa, Jerusalem und Zypern nach Konstantinopel, von wo aus sie weiter nach Moskau reiste. Auf diesen Stationen studierte sie die jeweiligen Behandlungsmethoden von Lepra. Ausgestattet mit einem persönlichen Schreiben von Königin Viktoria und Zarin Marija Fjodorowna trat Marsden 1891 zusammen mit Ada Field von Moskau aus eine Reise durch Russland und Sibirien an. Field brach die bis dahin zwei Monate dauernde Reise in Omsk wegen der Strapazen ab, Marsden reiste allein nach Jakutien weiter.
Gerüchte über die Heilwirkung eines Krautes, welches Marsden in Sibirien zu finden hoffte, spornten sie zur Weiterreise an. Das Heilkraut konnte aber letztendlich nur Symptome der Krankheit mildern. Auf der Rückreise nach Moskau traf Marsden mit Politikern, lokalen Autoritäten und Kirchenvertretern zusammen, um die Notwendigkeit einer finanziellen und medizinischen Unterstützung von Leprakranken, die als Ausgestoßene häufig in Wäldern oder Bergen lebten, aufzuzeigen. Elf Monate später erreichte Kate Marsden Moskau und begann Spenden zu sammeln sowie den Plan einer Leprastation zu entwickeln.

### Rückkehr nach England
Nach ihrer Rückkehr nach England wurde Kate Marsden als eine der ersten weiblichen Fellows in die Royal Geographical Society aufgenommen. Sie veröffentlichte 1893 ihre Reisebeschreibung On Sledge and Horseback to Outcast Sibirian Lepers, die bereits ein Jahr später von Marie Gräfin zu Erbach-Schönberg (1852–1923) unter dem Titel Reise zu den Aussätzigen in Sibirien (Leipzig 1894) ins Deutsche übersetzt wurde. Kate Marsden hielt Vorträge über die Lebensbedingungen von Leprainfizierten sowie den Krankheitsverlauf und sammelte weiterhin Spenden. 1897 konnte eine moderne Leprastation in Wiljuisk nach Plänen von Kate Marsden eröffnet werden.
Neben vielen Bewunderern und Förderern hatte es Kate Marsden aber auch immer wieder mit Skeptikern zu tun, die sie der Lügen und des Betrugs bezichtigten. Der Vorwurf lautete, eine Frau könne eine so strapaziöse Reise nicht meistern, die Reiseerlebnisse seien ausgedacht. 1921 veröffentlichte sie als Antwort auf diese Vorwürfe My Mission in Siberia. A Vindication.
Im Mai 1931 verstarb Kate Marsden in London.

## Werk
- Kate Marsden: On Sledge and Horseback to Outcast Sibirian Lepers. London 1893 (dt. Ausgabe: Reise zu den Aussätzigen in Sibirien. Leipzig 1894)
- Kate Marsden: The Leper. In: The Congress of Women: Held in the Woman’s Building, World’s Columbian Exposition, Chicago, U. S. A., 1893 (Hrsg. Mary Kavanaugh Oldham Eagle). Monarch Book Company, Chicago 1894, S. 213–216[7]
- Kate Marsden: My Mission in Siberia. A Vindication. London 1921